# 甲府市藤村記念館
甲府市藤村記念館（こうふしふじむらきねんかん）は、山梨県甲府市にある交流施設である。明治時代初期に建てられた旧睦沢学校校舎（きゅうむつざわがっこうこうしゃ）を移築し利用している。

## 概要
旧睦沢学校校舎は、1872年10月に創立された睦沢学校の新校舎として、睦沢村の亀沢に建てられた。1874年12月より準備を始め、1875年3月に起工、12月に竣工する。校地の整備は難工事だったため竣工後も続けられ、開校式を迎えたのは1876年6月だった。土地は船形神社の敷地の払下げを受け、材は上知林の伐木にてまかない、地域の大工は総出、村民は一戸当たり一か月の労働奉仕を行ったという。施工にあたっては下山大工の松木輝殷が招かれた。当時の山梨県令だった藤村紫朗が推進していた「藤村式建築」と呼ばれる擬洋風建築の代表作とされる。
1957年まで校舎として使用されたのち、睦沢公民館として1961年まで使われた建物は、老朽化により取り壊される寸前のところ、藤村様式旧睦沢学校校舎保存委員会の手により1966年に武田神社境内に移築復元、藤村紫朗にちなんで藤村記念館と命名され甲府市に寄贈された。1969年に郷土資料館として開館し、1990年の教育資料館への展示替えを経て、再開発事業の一環として甲府駅前の北口広場に再移築され、2010年より交流ガイダンス施設として一般公開されている。

## 建築
歴史的建造物としての「旧睦沢学校校舎」の概要は以下のとおりである。校舎の旧所在地は巨摩郡睦沢村（現山梨県甲斐市）で1875年12月の竣工。建築面積は189.2平方メートル。木造2階建、屋根は宝形造、桟瓦葺きとする。正面に玄関ポーチとベランダを設け、屋上に塔屋を設ける。平面規模は間口・奥行ともに13.6メートルである。外壁は漆喰塗の大壁（柱を塗り込めて外部に見せない）とし、軒周りには軒蛇腹を設ける。窓回りのアーチ形、建物四隅の隅石形、各面の腰壁は黒漆喰で形成する。ポーチおよびベランダ部分は天井を菱板透打ちとし、2階ベランダの各柱間には独特の曲線を描く幕板を飾る。内部は中央付近に階段を設け、1・2階とも階段手前の左右に2室、奥に大きい1室を配する。1967年に国の重要文化財に指定された。

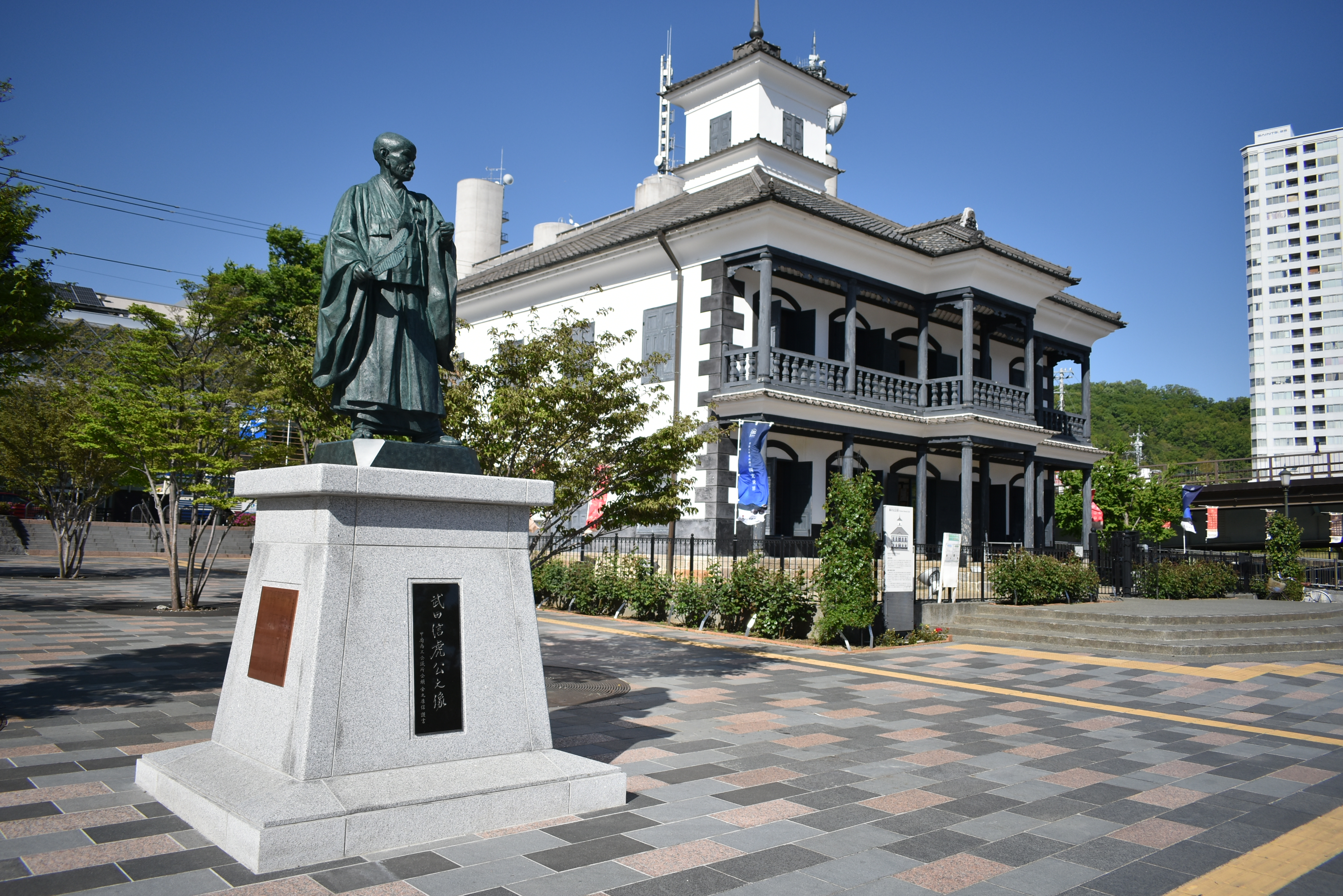
「武田信虎公之銅像」（2019年5月2日撮影）
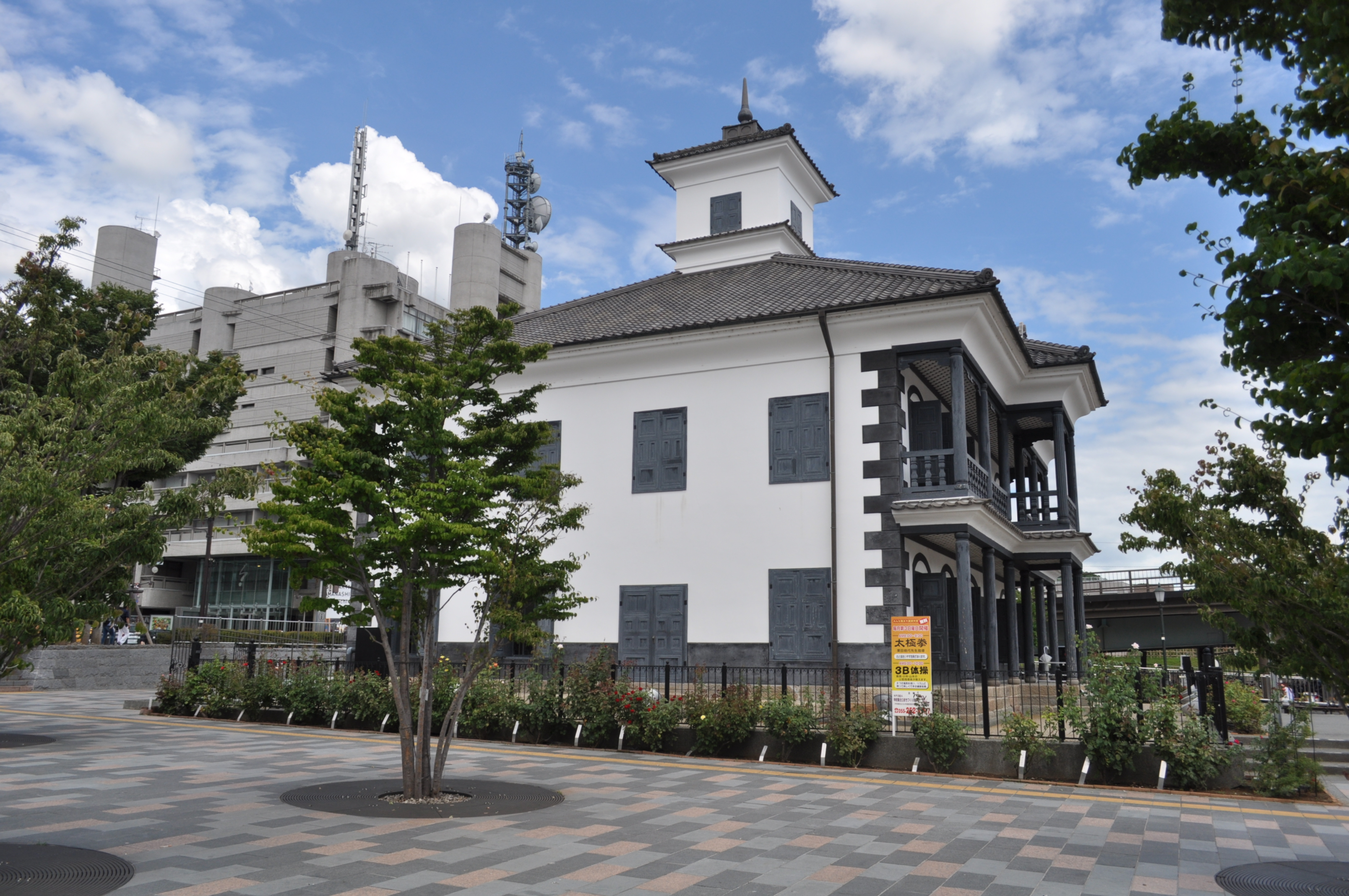
西側外観（2017年8月17日撮影）
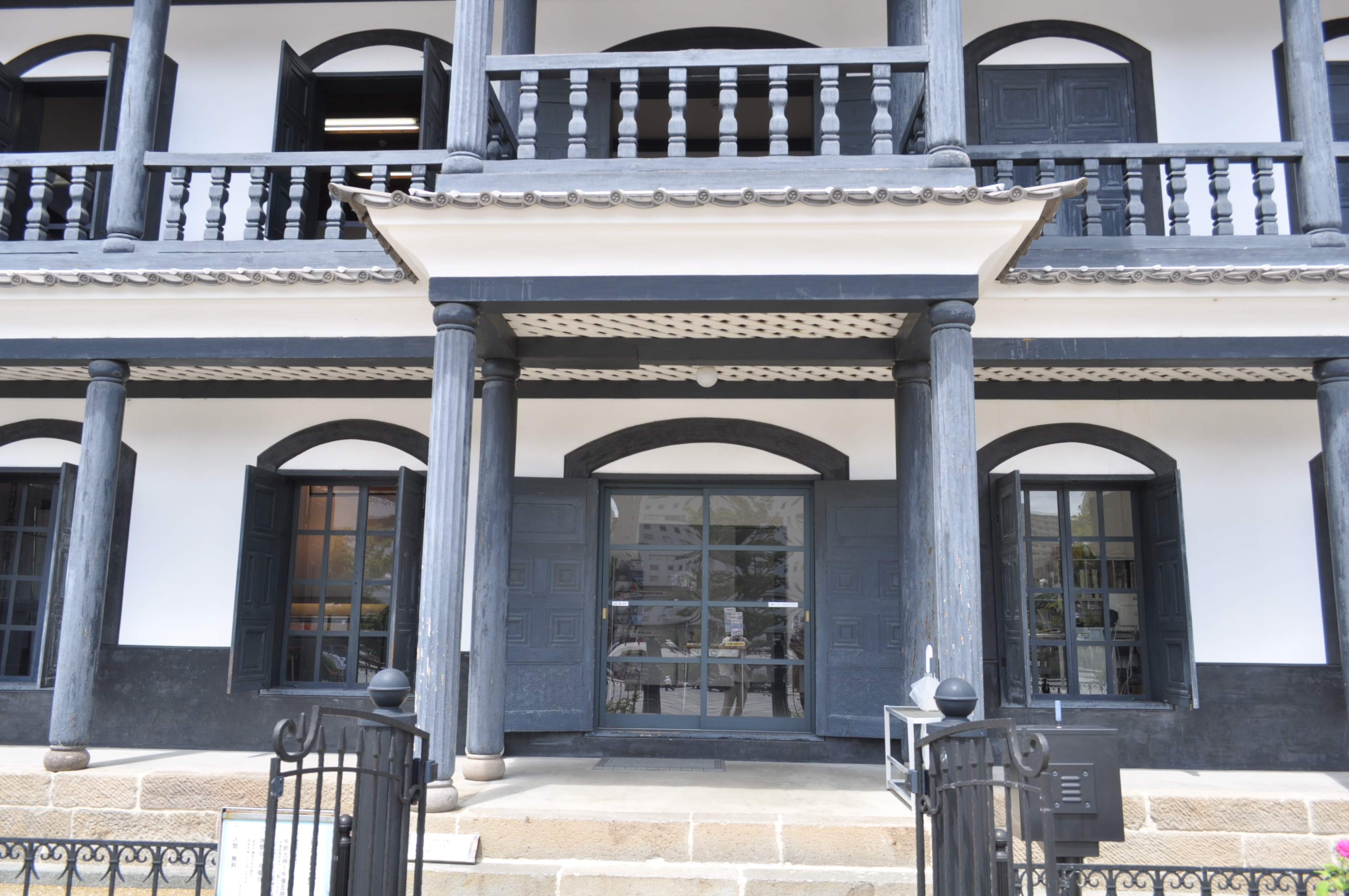
入口回りの詳細（2017年8月17日撮影）
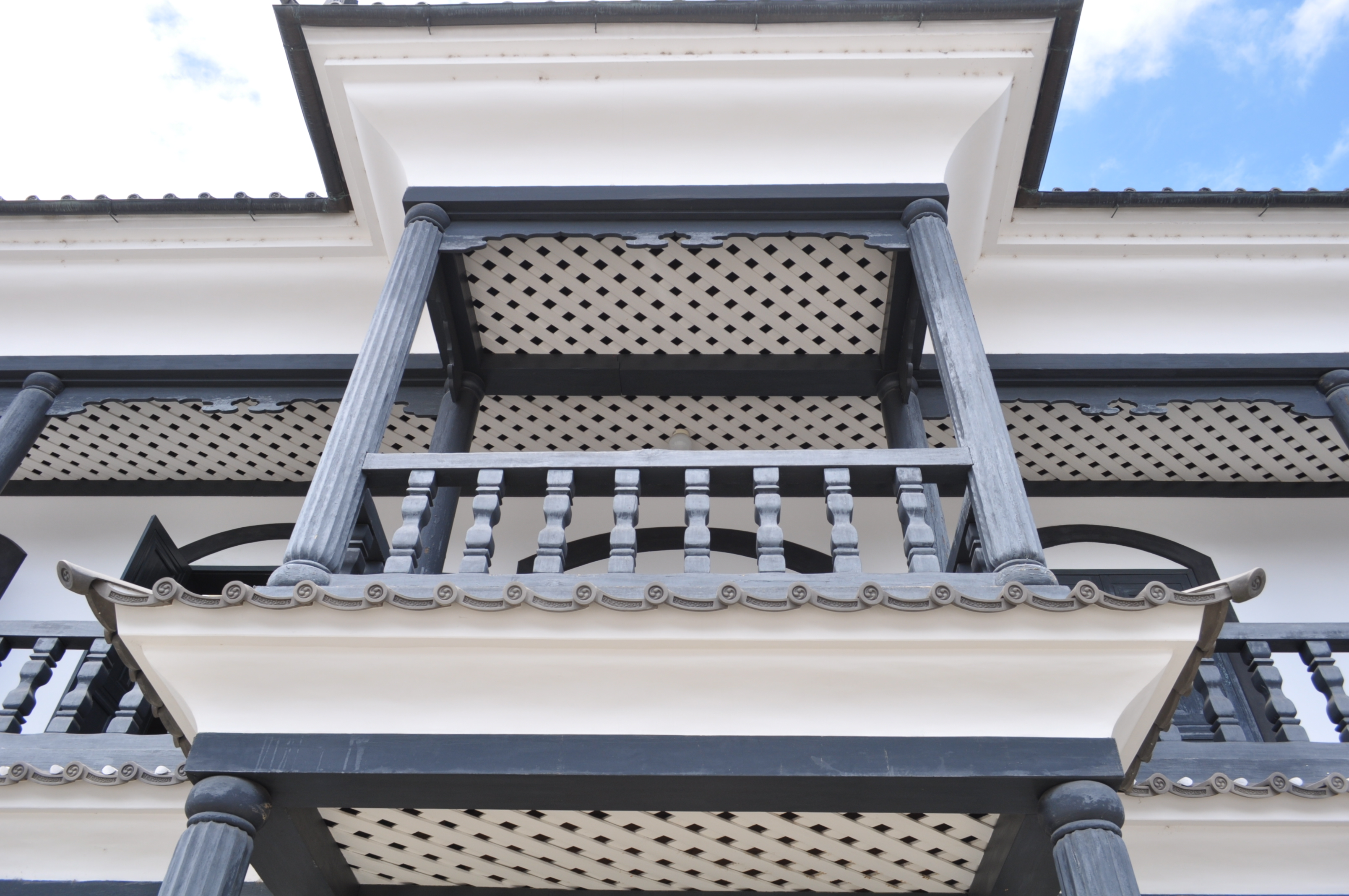
入口回り上部詳細（2017年8月17日撮影）